# 迅雷銃

神器譜第15頁的迅雷銃全形。

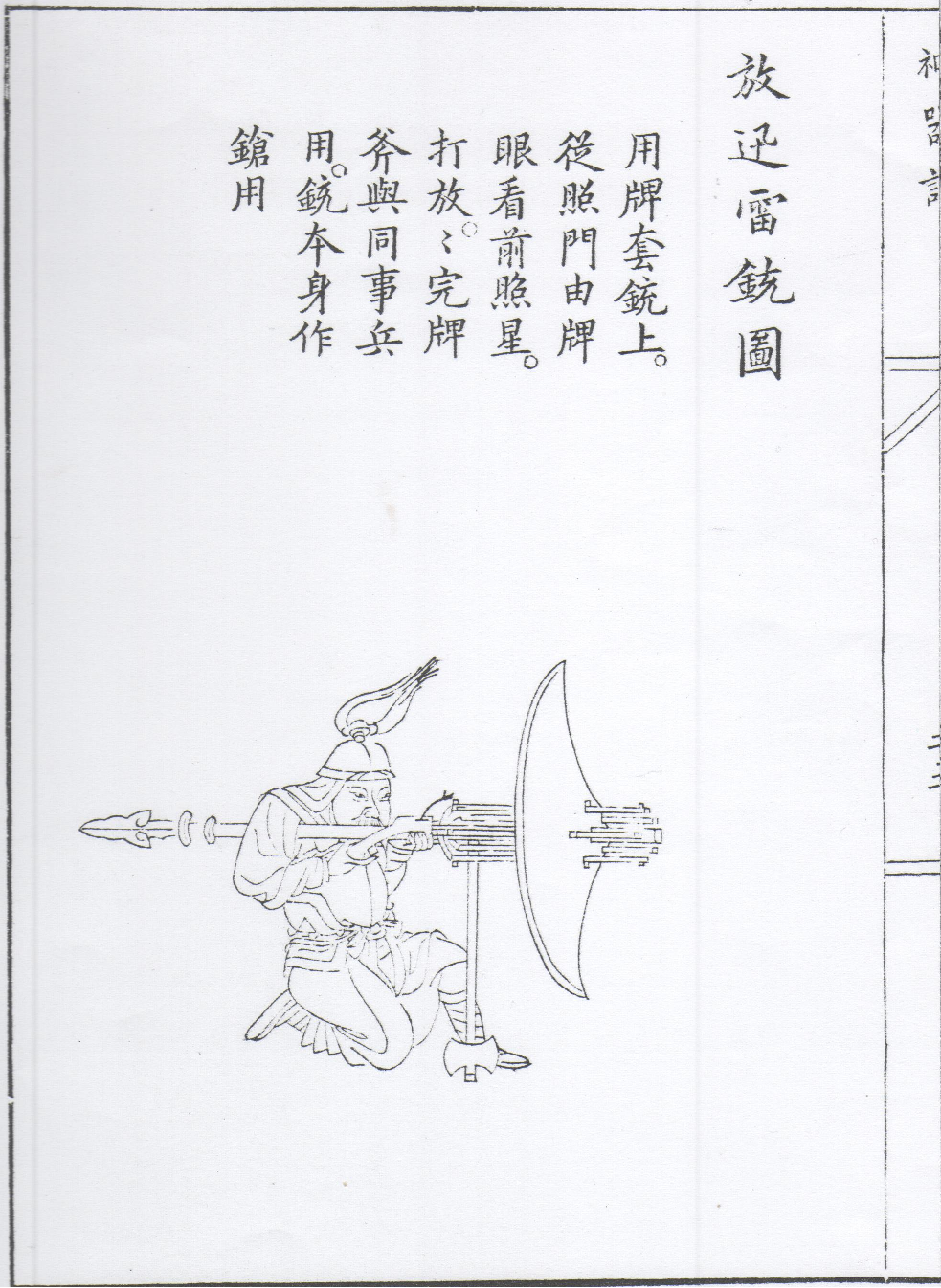
放迅雷銃圖。

迅雷銃是一種將五枝鳥銃的銃管繞成一圈裝在槍柄上的火繩銃。發射時將整枝銃架在由手斧充當的支架上，並在槍柄與銃管間套上圓盾以供保護。該火銃由明朝趙士楨發明，這種銃是結合了三眼銃與鳥銃的特色而製出，是一種連發火器。
據記載，“5支銃管共重10斤，單管長2尺多”，銃管固定在前後兩個圓盤上，呈正五稜形分佈，夾角為72°。各銃管均裝有準星、照門及供裝火藥線用的火門。5根火藥線彼此間用薄銅片隔開，以保証發射時的安全。銃杆的前部有裝銕筒，內裝有火毬一塊，另一端安裝一鐵制槍頭。中部的機匣，上有點火龍頭，下有扳機，供5根銃管點火、發射用。前面的盾牌外包生牛皮，裏面墊有絲綿、頭髮和紙等物質，中間開有一圓孔及5個方孔，銃杆從圓孔中通過，銃管從方孔中通過，方孔同時用來觀察瞄準，盾牌用來保護射手的安全。
發射前，需將迅雷銃的5根銃管裝填好彈藥，套好盾牌，將小斧插在地上，架好銃身，射手左腿前踞，右腿後跪，左手握住機匣，右臂夾住銃杆，用右手控制扳機點火發射。射完一管後，把銃管盤轉動72°，使第二根銃管對準機匣，繼續瞄準發射，依次輪流發射5根銃管。當來不及重新裝填彈藥時，點火出毬以便乘勢前進，或可將銃杆倒轉以五銃為護手作短槍使用。